# Berberis monosperma
Berberis monosperma är en berberisväxtart som beskrevs av Hipólito Ruiz López och José Pavón. Berberis monosperma ingår i släktet berberisar, och familjen berberisväxter. Inga underarter finns listade i Catalogue of Life.